# Ausztrál királypapagáj
Az ausztrál királypapagáj (Alisterus scapularis) a madarak osztályának papagájalakúak (Psittaciformes) rendjébe, a szakállaspapagáj-félék (Psittaculidae) családjába  tartozó faj.

## Rendszerezése
A fajt Martin Hinrich Carl Lichtenstein német zoológus írta le 1818-ban, a Psittacus nembe Psittacus scapularis néven.

## Alfajai
- Alisterus scapularis minor Mathews, 1911
- Alisterus scapularis scapularis (Lichtenstein, 1816)[2]

## Előfordulása
Ausztrália keleti részén honos. A természetes élőhelye a szubtrópusi vagy trópusi síkvidéki- és hegyi esőerdők, száraz erdők, szavannák és cserjések, valamint szántóföldek, legelők és városi környezet. Állandó, nem vonuló faj.

## Megjelenése
Testhossza 42-43 centiméter, farkat is beleértve, testtömege 209-275 gramm. A felnőtt hím feje, melle, és alsó testtájai pirosak; a nyaka hátsó részén kék sáv található, a fenti piros és a lenti zöld közt; a szárnyai zöldek, és mindegyik vállán egy halványzöld sáv látható; a farka zöld, a fara pedig kék. A hím felső állkapcsa vöröses-narancssárga, fekete csúccsal; alsó állkapcsa narancssárga alapon fekete; valamint írisze sárga. A tojó tollazata sokban különbözik a hímétől; zöld a feje és a mellkasa, szürke a csőre; a halvány váll-sáv kicsi vagy teljesen hiányzik. Mindkét nem fiataljai barna íriszűek és sárgás csőrrel rendelkeznek; egyebekben a nőstényre hasonlítanak.
Azon ritka egyedek tollazata, amelyek melanin hiányos területen élnek, narancssárgától sárga színig terjed. Egy ilyen madár jelentősen eltérő kinézettel bír, mint a sokkal gyakoribb vörös és zöld fajta.
|  |  |

## Életmódja
Magvakkal, gyümölcsökkel és bogyókkal táplálkozik.